# Іляна Котрубаш
Іляна Котрубаш (рум. Ileana Cotrubaș, 9 червня 1939, Галац) — румунська оперна співачка (колоратурне сопрано).

## Біографія і творчість
Народилася в музичній сім'ї. З 1948 року співала в дитячому хорі Державної опери в Бухаресті. Закінчила столичну музичну школу і Бухарестську консерваторію. 
Дебютувала 1964 року в опері Дебюссі  Пеллеас і Мелісанда. У 1966 році уклала контракт з Державною оперою, серед її ролей — Оскар у Балі-маскараді Верді, Блондхен у опері Викрадення із сераля Моцарта, Джильда в Ріголетто.
З 1970 року виступала на міжнародній сцені: Тетяна в Євгенії Онєгіні в Ковент-Гардені (1970-1971), партії в операх Моцарта і Ріхарда Штрауса в Віденській опері. Також виступала в театрі Ла Скала, в Метрополітен-опера, Баварській опері, на Зальцбурзькому фестивалі та ін. У 1989 році виступала на фестивалі Флорентійський Музичний травень в ролі Мелісанда. 
Виконувала пісні Форе, Дебюссі, Равеля, Пуленка, співала в ораторіях і кантатах, в тому числі — Баха і Гайдна. 
Закінчила сценічну кар'єру 26 листопада 1990 року, заспівавши у Віденській опері партію Мімі в Богемі Пуччіні. Надалі займалася викладанням у своїх майстер-класах, навчала Анджелу Георгіу, Ольгу Перетятько та ін.
З 1972 року перебуває у шлюбі з німецьким диригентом Манфредом Раміні.